# Parti acadien
 (janvier 2017).
Si vous disposez d'ouvrages ou d'articles de référence ou si vous connaissez des sites web de qualité traitant du thème abordé ici, merci de compléter l'article en donnant les références utiles à sa vérifiabilité et en les liant à la section « Notes et références ».
Le Parti acadien, parti politique du Nouveau-Brunswick (Canada) a été très actif pendant les années 1970 et 1980. Il a été fondé en 1972 par des Acadiens indignés que les conditions de pauvreté touchent davantage les régions à prédominance francophone que celles à majorité anglophone. N'ayant jamais pu élire un seul député, il présentait seulement des candidats dans les circonscriptions francophones. Le parti fut l'incarnation principale du nationalisme acadien, issu des mouvements de revendications de la fin des années 1960 à l'Université de Moncton.   
Il n'a survécu qu'à quatre élections. Au début des années 1980, il se heurte à la résistance anglophone, à la crise économique et à des conflits avec la Société de l'Acadie du Nouveau-Brunswick. Après l'implémentation de la Loi reconnaissant l'égalité des deux communautés linguistiques officielles au Nouveau-Brunswick, le mouvement perd son élan et ne se représentera pas aux élections de 1987.  

## Histoire

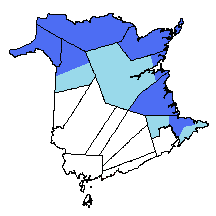
Carte approximative d’une province acadienne. En bleu clair, les comtés du Nouveau-Brunswick contenant une proportion importante de francophones. En bleu foncé, les régions majoritairement francophones.

Au tournant des années 1970, les activités économiques de la province se concentraient alors dans le « triangle d'or », composé des villes de Fredericton, Saint-Jean et Moncton. Les régions du Nord et à l'Est, majoritairement francophones, étaient beaucoup moins nanties.
Malgré l'action du premier ministre acadien Louis Robichaud (1960 à 1970), qui instaure le programme « Chances égales pour tous » dans le but d'améliorer le sort des Acadiens, certains d'entre eux croient qu'ils seraient mieux servis s'ils avaient leur propre gouvernement. En conséquence, le Parti acadien met de l'avant l'idée de créer une province acadienne à l'intérieur du Canada. Les membres du parti sont animés de sentiments nationalistes similaires à ceux des souverainistes du Québec, qui ont mené à la création du Parti québécois (PQ) pendant la Révolution tranquille.
Le parti tente de se dissocier de ses membres les plus radicaux et hésite même à utiliser le terme « nationaliste ». Bien que le groupe présente des politiques socialistes, son but premier, énoncé dans sa plateforme, est de travailler à des réformes à l'intérieur du cadre législatif du Nouveau-Brunswick. Il ne se définit pas comme anti-anglophone, mais croit que le régime capitaliste en place favorise le Sud de la province, majoritairement anglophone. De nombreux radicaux se joignent à une nouvelle organisation, la Société acadienne du Nouveau-Brunswick (SANB).
Le premier président et chef du parti est Euclide Chiasson. Aux élections provinciales de 1974, le parti présente des candidats dans 13 des 58 circonscriptions électorales, à celles de 1978, 23 candidats, et 10 aux élections de 1982, les dernières auxquelles l'organisation politique participe. Le Parti acadien envisage une alliance ou une fusion avec le Nouveau Parti démocratique du Nouveau-Brunswick (NPD). Il encourage d'ailleurs les électeurs à voter pour le NPD dans les circonscriptions sans candidat du Parti acadien. Cependant, les deux groupes n'ont jamais conclu d'entente officielle.
Jean-Pierre Lanteigne est élu chef du parti en 1975. Il propose d'abandonner l'idée d'une province acadienne autonome ; il préfère défendre un projet social-démocrate pour l'ensemble du Nouveau-Brunswick. Cette décision provoque une division au sein du parti. Certains membres, encouragés par le succès du Parti québécois, croient possible de raviver le nationalisme acadien. Lanteigne souligne cependant avec force que son parti n'est pas une simple ramification du PQ au Nouveau-Brunswick.
La cause souverainiste du PQ amène les Acadiens à réévaluer leur position dans la fédération canadienne dans l'éventualité de la sécession du Québec. Le Parti acadien décide alors de revenir à son idée de création d'une province autonome, fort de l'appui de la plupart des membres (mais non de tous).  Le parti présente ses intentions à l'occasion des élections provinciales de 1978. Mais le gouvernement sortant, formé du Parti conservateur dirigé par Richard Hatfield, promet également une présence accrue aux Acadiens et à leur culture dans la province. Malgré la réélection des progressistes-conservateurs, le parti obtient les meilleurs résultats de son histoire. Ses députés récoltent 12 % des votes et la deuxième place dans le comté de Restigouche-Ouest (le candidat Armand Plourde est défait par seulement 170 voix). Le Parti acadien n'aura jamais été aussi près de faire élire un député.
Perçue comme trop vague pendant la campagne électorale, la plateforme du parti doit être précisée. Le parti décide de favoriser la décentralisation des pouvoirs et l'accès à des services en français partout dans la province. 
La Convention d'orientation nationale fut organisée en 1979, regroupant les partisans du Parti acadien, les membres de la SANB et d'autres participants acadiens. Quand plus de la moitié des membres présents votent pour une autonomie du Nouveau-Brunswick, un clivage se forme entre les tenants de l'indépendance acadienne et les adeptes de réformes internes au Nouveau-Brunswick. Menacée de perdre le financement du gouvernement du Canada, la SANB, qui reste avant tout une association orientée envers les questions linguistiques, doit expliquer que le congrès n'a pas dégagé de consensus ni mené à quelque engagement sur la question. Toutefois, en 1980, la majorité des membres de la SANB vote pour la promotion de la souveraineté de l'Acadie, ce qui a pour effet la perte des subventions fédérales et provinciales à l'organisme ; les gouvernements craignent que des radicaux aient pris le contrôle du groupe et, par voie d'association, que le Parti acadien ait subi le même sort. Les membres du centre modéré quittent alors le parti; la majorité se tourne vers le Parti progressiste-conservateur provincial.
Lors des élections de 1982, les politiques profrancophones des progressistes-conservateurs touchent de nombreux électeurs acadiens et le parti de Richard Hatfield remporte un nombre de sièges sans précédent en Acadie. L'attitude d'ouverture de Hatfield envers les francophones de la province n'est cependant pas appréciée par un certain nombre d'anglophones qui finiront par fonder le New Brunswick Confederation of Regions Party. Le Parti acadien disparaît en 1986, après avoir perdu 75 % de ses appuis de 1978.

## Chefs du parti
- Euclide Chiasson 1972-1975
- Jean-Pierre Lanteigne 1975-1979
- Donatien Gaudet 1979-1980
- Louise Blanchard 1980-1982